# Џејмс Кули
Џејмс Кули (енгл. James William Cooley; Њујорк, 18. септембар 1926 — Хантингтон Бич, 29. јун 2016) био је амерички математичар. Џејмс Вилијам Кули је дипломирао 1949. године на Менхетн Колеџу, Бронкс, Њујорк, магистрирао 1951. године на Универзитету Колумбија, Њујорк, и докторирао 1961. године примењену математику на Универзитету Колумбија. Био је на програмер за Џон фон Нојманов рачунар на Институту за напредне студије на Принстону, Њу Џерзи, од 1953. до 1956. године. Радио је на израчунавањима на пољу квантне механике на Курант институту, на Универзитету у Њујорку, од 1956. до 1962. године, када се придружио IBM-овом Вотсон истраживачком центру у Јорктаун Хајтсу, Њујорк. Након одласка из IBM-а 1991. године, дошао је на Одсек за електротехнику на Универзитету Роуд Ајланда, Кингстон, где је радио као рачунарски инжењер.
Његов најзначајнији допринос у математици и дигиталној обради сигнала је брза Фуријеова трансформација, коју је развио заједно са Џоном Тукијем (види Кули-Туки ФФТ алгоритам) док су радили за истраживачко одељење у IBM-у 1965. године.
Џ. В. Кули је био члан Комитета за дигиталну обраду сигнала у IEEE, а касније му је додељено чланство у IEEE због рада на брзој Фуријеовој трансформацији. Године 2002, добио је IEEE Џек С. Килби медаљу за обраду сигнала. Знатно је допринео успостављању терминологије на пољу дигиталне обраде сигнала.

## Публикације
- Cooley, J. W.; Toolan, T. M.; Tufts, D. W. (јануар 2004). „A Subspace Tracking Algorithm Using the Fast Fourier Transform”. IEEE Signal Processing Letters. 11 (1): 30—32. Bibcode:2004ISPL...11...30C. S2CID 42452797. doi:10.1109/LSP.2003.819352.
- Real, E. C.; Tufts, D. W.; Cooley, J. W. (јул 1999). „Two algorithms for fast approximate subspace tracking”. IEEE Transactions of Signal Processing. 47 (7): 1936—1945. Bibcode:1999ITSP...47.1936R. doi:10.1109/78.771042.
- " IN: Материјал са IEEE Међународне конференције о акустици, обради говора и сигнала 1997. IEEE. 1997. I:547-550.